# 橙颈山鹧鸪
橙颈山鹧鸪（学名：Arborophila davidi），是鸡形目雉科的一种鸟类。
橙颈山鹧鸪体重约241克，翼长约130毫米，嘴峰长约25.1毫米，喙宽度约5.1毫米，喙厚度约7.1毫米，跗蹠长约36.5毫米，尾长约49.3毫米。
橙颈山鹧鸪分布于越南南部和柬埔寨，在其分布区内为留鸟，其栖息在密集的高大树木组成的森林中，食性为草食性。